# Psiho (film, 1960)
Psiho (angleško Psycho) je ameriška psihološka grozljivka iz leta 1960, ki jo je režiral in produciral Alfred Hitchcock. Zgodba temelji na istoimenskem romanu Roberta Blocha iz leta 1959, scenarij je napisal Joseph Stefano. V glavnih vlogah nastopajo Anthony Perkins, Janet Leigh, John Gavin, Vera Miles in Martin Balsam. Zgodba se osredotoči na zaplet med tajnico Marion Crane (Leigh), ki se znajde v odmaknjenem motelu po kraji denarja svojemu delodajalcu, in upravnikom motela Normanom Batesom (Perkins) ter posledicam.
Film je pomenil odmik od predhodnega Hitchcockovega filma Sever-severozahod, kajti posnet je bil z manjšim proračunom, v črno-beli tehniki in z televizijsko ekipo. Prvotno je dobil mešane ocene kritikov, toda velik uspeh v kinematografih je vplival tudi na ocene kritikov. Film je bil nominiran za oskarja v štirih kategorijah, tudi za najboljšo stransko žensko vlogo (Leigh) in najboljšo režijo (Hitchcock). Sodobni kritiki ga uvrščajo med najboljše Hitchcockove filme, Ameriški filmski inštitut ga je na lestvici stotih najboljših ameriških filmov AFI's 100 Years...100 Movies uvrstil na 18. oz. 14 mesto na posodobljeni lestvici. Tudi mednarodni filmski kritiki in učenjaki so film označili za prelomno delo v kinematografiji, pogosto ga uvrščajo med najboljše filme vseh časov. V ameriških filmih je postavil nove smernice sprejemljivosti prikaza nasilja, deviantnega vedenja in spolnosti. Velja za najzgodnejši primer filmov iz žanra slasher.
Po Hitchcockovi smrti leta 1980 je Universal Studios začel s produkcijo treh nadaljevanj, remaka, televizijskega spin-offa in televizijske serije o predzgodbi. Leta 1992 ga je ameriška Kongresna knjižnica izbrala za ohranitev v okviru Narodnega filmskega registra zavoljo njegove »kulturne, zgodovinske ali estetske vrednosti«.

## Vloge
- Anthony Perkins kot Norman Bates
- Janet Leigh kot Marion Crane
- Vera Miles kot Lila Crane
- John Gavin kot Sam Loomis
- Martin Balsam kot privatni preiskovalec Milton Arbogast
- John McIntire kot pomočnik šerfia Al Chambers
- Simon Oakland kot dr. Fred Richman
- Frank Albertson kot Tom Cassidy
- Pat Hitchcock kot Caroline
- Vaughn Taylor kot George Lowery
- Lurene Tuttle kot ga. Chambers
- John Anderson kot California Charlie
- Mort Mills kot cestni policist
- Francis De Sales kot tožilec Alan Deats
- George Eldredge kot šef policije James Mitchell
- Robert Osborne kot policist
- Ted Knight kot policist